# 1393 w literaturze
Wydarzenia literackie w 1393 roku.

## Zmarli
- Einar Hafliðason, islandzki ksiądz i pisarz (ur. 1307)